# Тождество (философия)
То́ждество — философская категория, выражающая соответствие предмета, явления самому себе. О предмете говорят, что он тождественен сам себе, то есть является одними и теми же предметом, если и только если все свойства (и отношения), которые характеризуют его - совпадают. Закон Лейбница: А есть А и не может быть не-А (A is A, and cannot be not A). Тождество является не абстрактным, а конкретным. Само отождествление отдельных предметов требует их предварительного отличия от других предметов. Тождество в соответствии с законом Лейбница, используется потому, что в процессе познания возможны и необходимы в известных условиях идеализация и упрощение действительности. С подобными ограничениями формулируется и логический закон тождества.
Тождество следует отличать от сходства и подобия. Гегель не отличал тождество от единства, объясняя его как тождество явлений.
Сходными мы называем предметы, обладающие одним или несколькими общими свойствами. 
Необходимое условие тождества — это единство: где нет единства, не может быть и тождества. 
Лейбниц своим principium indiscernibilium (тождество неразличимого) установил мысль, что не могут существовать две вещи совершенно сходные в качественном и количественном отношениях, поскольку такое сходство было бы ни чем иным, как тождеством.
Философия тождества выступает центральной идеей в работах Фридриха Шеллинга.